# 1235 w polityce

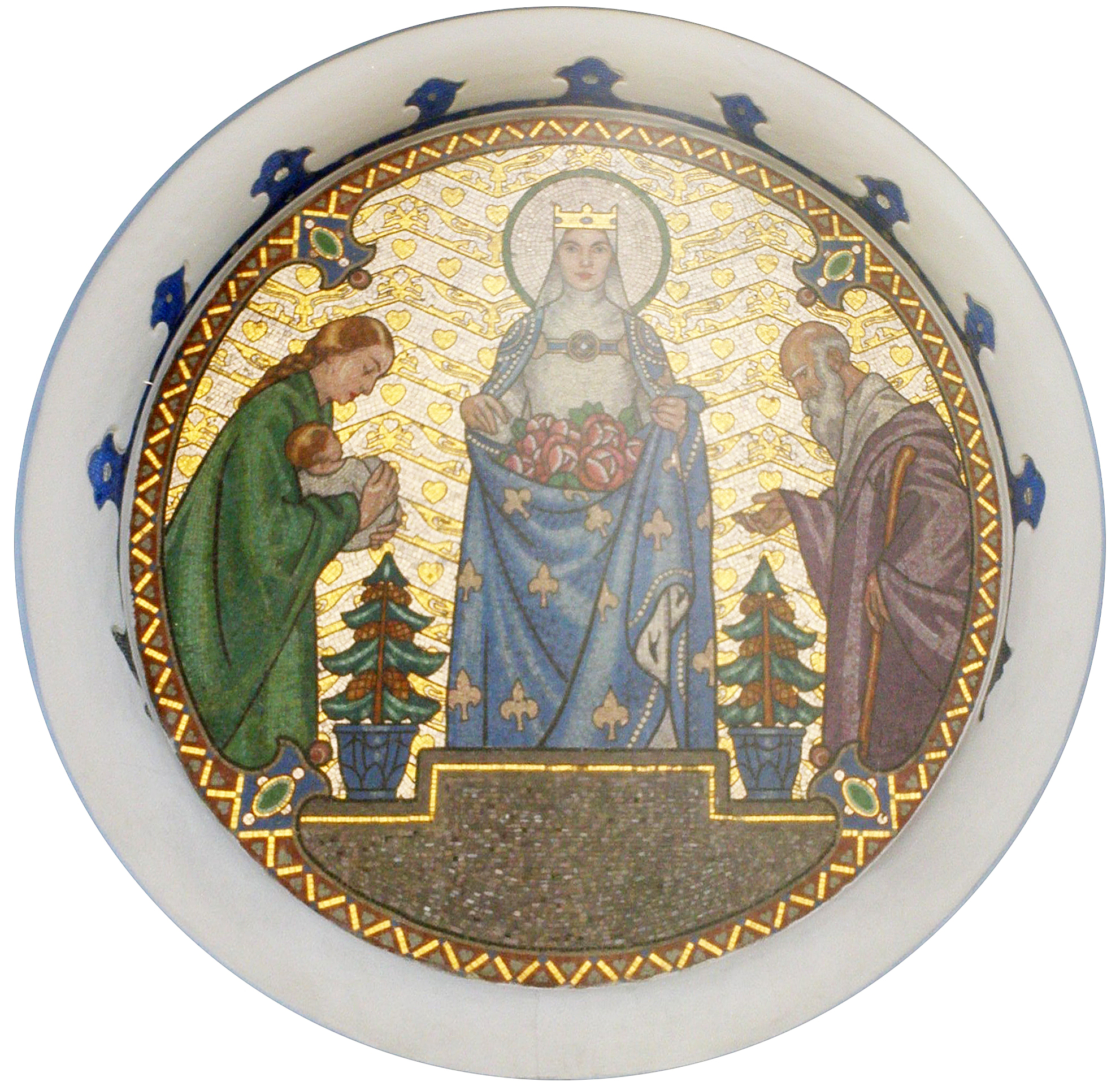
Elżbieta z Turyngii

Wydarzenia polityczne w 1235 roku.

## Wydarzenia
- Elżbieta z Turyngii została kanonizowana[1].
- Ukończenie Zwierciadła saskiego[2].
- Połączenie Krzyżaków z zakonem rycerzy Chrystusowych[3].

## Urodzili się
- 19 listopada Henryk XIII, książę Bawarii[4].

## Zmarli
- Henryk I, książę Brabancji[5].
- 26 października Andrzej II, król Węgier[6].